# 니혼카이 산악 낙엽수림
니혼카이 산악 낙엽수림(영어: Nihonkai montane deciduous forests)은 일본 북부의 온대 활엽수혼합림이다. 대부분이 혼슈의 등뼈를 가로지르는 산맥에서 동해(일본해) 쪽 사면에 분포하며, 홋카이도의 오시마반도 저지대 구릉지의 삼림도 여기에 속한다.
와카사만에서 오시마반도까지 혼슈의 서북쪽 사면을 덮고 있다. 최대 해발고도는 2,959 미터이고 평균 해발고도는 523 미터다. 니혼카이 산악 낙엽수림 가운데 드문드문 해발 3,000 미터를 넘는 고봉들이 있는데, 이것들은 독립적인 생태지역인 혼슈 고산 구과수림을 이룬다.
기후는 여름이 뜨거운 습윤 대륙성 기후(Dfa)다. 연교차가 매우 크고, 여름이 매우 더우며(최고 평균기온 섭씨 22도 이상), 겨울이 포근하다. 식물은 일본너도밤나무와 졸참나무가 우세하다. 이 생태지역에 지정된 보존구역으로는 반다이아사히 국립공원, 주부 산악 국립공원, 오제 국립공원 등이 있다.